# Ovid (New York)
Ovid è un villaggio degli Stati Uniti d'America, situato nello stato di New York, nella contea di Seneca.